# 서울 흥천사 만세루 아미타불회도
흥천사 만세루 아미타불회도(興天寺 萬歲樓 阿彌陀佛會圖)는 대한민국 서울특별시 성북구 흥천사에 있는 조선시대의 아미타불회도이다. 2017년 6월 8일 서울특별시의 유형문화재 제409호로 지정되었다.

## 지정 사유
만세루에 봉안된 아미타불회도는 아미타불을 중심으로 보살, 십대제자, 사천왕 등이 배치되어 있으며 상궁들이 시주한 왕실발원 불화로 금을 적극적으로 사용하였다. 이 불화는 수화승 긍조(亘照)를 비롯하여 만파정익(萬波定翼), 혜산축연(慧山竺衍), 보암긍법(普庵肯法) 등 주로 19세기 서울·경기지역을 중심으로 왕성하게 활동했던 화승들이 조성하였다. 조성연대는기록되어 있지 않으나, 1890년 제작된 만세루의 신중도에 수화승 긍조 등이 참여한 바, 만세루 신중도와 함께 제작된 것으로 추정된다. 저명한 화승인 긍조가 수화승으로 참여한 왕실발원의 불화로서 서울시 유형문화재로 지정하여 보존할 가치가 있다고 판단된다.

## 조사 보고서
1890년 作 만세루 아미타불회도는 다수의 상궁들이 시주한 왕실발원의 불화로 수화승 긍조(亘照)를 비롯하여 만파정익(萬波定翼), 혜산축연(慧山竺衍), 보암긍법(普庵肯法) 등 주로 19세기 서울ㆍ경기지역을 중심으로 왕성하게 활동했던 화승들이 조성하였다.
화기에 이 불화의 조성연대는기록되어 있지 않지만 같은 전각인 만세루의 1890년 作 두점의 신중도 역시 수화승 긍조(亘照) 등이 참여한 바, 동시에 제작된 작품으로 추정된다.
아미타불을 중심으로 8위의 보살, 십대제자, 타방불, 사천왕, 천부중 등이 배치되어있다.
화면의 중앙에는 연화대좌 위에 결가부좌한 아미타불이 두광과 신광을 등지고 엄지와 중지를 맞댄 손모양을 하고 있다. 본존불 좌우에는 연꽃 등을 든 8위의 보살 및 사천왕이 모두 倚坐像의 자세를 취하고 있다.
왕실발원의 이 불화에는 값비싼 재료인 금을 적극적으로 사용한 바, 持物부분에는 주로 金箔이, 天衣 등 복식의 문양에는 金泥로 그렸다. 특히 아미타불의 신광에 사용된 금은 구불구불한 선과 변화 있는 금색을 사용함으로써 마치 빛이 방사하듯 보여 예배자의 시선을 중앙의 아미타불로 향하게 한다.
화면 하단부 밑부분에 흰색바탕에 먹으로 쓴 화기난이 마련된 바, 이 불화의 조성연대는 기록되어 있지 않지만 만세루의 1890년 作 두점의 신중도 역시 수화승 긍조(亘照) 등이 참여한 바, 동시에 제작된 작품으로 추정된다. 1890년에는 흥천사 大房에서 여러 점의 불화를 함께 조성하였음을 알 수 있으며 아울러 인근 사찰인 봉국사[奉國寺 : 神德王后(？∼1396)의 원당] 大房에 봉안하기 위한 불화도 함께 제작되었음을 확인할 수 있다.
특히 주목할 만한 내용으로는 ‘수월도량공화불사(水月道場空花佛事)’와 관련하여 불화가 제작된 점이다. 이 불사는 19세기 말에 흥천사를 비롯하여 파주 보광사, 수원 청련암, 삼각산 화계사 등 주로 서울과 경기도에서 설행되었다.
동참시주인 다수의 상궁들 중 가장 먼저 기록된 갑신생 하씨 正德慧는 1878년 화계사 명부전 시왕도(1, 3대왕도), 1878년 개운사 감로도, 1884년 진관사 영산전 석가모니불도 등 여러 불사에 시주자로 기록된 인물이다.
87.6cm, 104.6cm, 84.5cm의 비단 세 폭을 이어 가로로 긴 화면의 바탕을 마련한 1890년 作 만세루 아미타불회도는 일반 불교신도들의 이름과 함께 동참시주로서 상궁들이 다수 참여한 왕실발원 불화로 값비싼 재료인 금을 적극적으로사용한 점이 돋보인다. 채색, 필선, 장식, 문양 등에서도 정교함이 드러나있다.
특히 결가부좌한 본존불 좌우의 8위 보살 및 사천왕이 모두 의좌상을 한 좌세는 특징적이다.
당시 저명한 화승인 긍조가 수화승으로 등장한 이 아미타불회도는 왕실발원 불화로 서울시 유형문화재로 지정하여 보존할만한 가치가 있다고 생각된다.

## 화기
山興天寺水月」道場空花佛」事本寺大○」上壇幀一軸」願佛幀一軸」觀音一尊像」改金」神衆
幀一軸」帝釋幀一軸」各房願佛」一軸」一尊像改粉」一尊像改金」南巡童子海」龍王改彩」奉
國寺大房」上壇幀一軸」神衆幀一軸」各房願佛幀」一軸」觀音幀一軸」願佛改金」本月十六日
神」供二十五日夜」點眼奉安于」本寺」緣化所」證明翠山錦哲」誦呪暎曇普潤」懶庵允祚」金
魚都片手亘照」模像碧隱誌閑」萬波定翼」蕙山竺衍」明應幻鑑」普庵肯法」錦城性典」玩明應
基」比丘慧照」比丘戒禪」景林」慧觀」等閑」沙彌敬恩」鍾頭沙彌法念」淨桶」沙彌斗仁」萬
成」別供」供司」比丘法泉」茶角沙彌法念」造餠比丘凞法」秉法」持殿懶庵允祚」都監」化
主」比丘坦照」施主」淸信女乙未生趙氏」妙法月」淸信女癸未崔」氏普惠心」坤命乙巳生元
氏」
同參施主」尙宮淸信女甲申」生河氏正德慧」尙宮癸未生朴氏」尙宮丁亥生尹氏」尙宮丙子生裵
氏」尙宮壬辰生金氏」尙宮丁酉生宋氏」尙宮丙申生洪氏」尙宮辛丑生李氏」淸信女己酉生朴
氏」坤命癸亥生白氏」

## 참고 자료
- 흥천사 만세루 아미타불회도 - 국가유산청 국가유산포털